# トゥルサーンスダン

トゥルサーンスダンのバリエーション

トゥルサーンスダン (フィンランド語: tursaansydän　イク・トゥルソの心臓の意)もしくはムルスンスダン (フィンランド語: mursunsydän　セイウチの心臓の意）は、有史以前からフィンランドを中心に北欧で用いられていた、卍に似た古代のシンボルマーク。

## 概要
トゥルサーンスダンは、フィンランドのウッコ、北欧神話のトールのような雷神が持つ、宙を飛び回転するハンマーを表しているほか、ロシアのペルーンが持つような球電とも関係があると考えられる。また、セイウチやフィンランドで知られる怪物イク・トゥルソの心臓をかたどったものであるという説もある。この図版は、フィンランド史上で様々な用途に用いられてきた。トゥルサーンスダンは人に幸運をもたらし、苦難から守ると信じられていた。またフィンランドでは、木造建築の装飾にも用いられた。18世紀以降は、より単純な卍やハカリスティ（逆卍）が装飾に用いられることが多くなった。